# Pedro Foscari
Pedro Foscari (em italiano:  Pietro Foscari; n. c.1417? – 1485), chamado de Cardeal de Veneza, foi um cardeal italiano da Igreja Católica natural de Veneza e sobrinho de Francesco Foscari, o doge da cidade.

## História
No início de sua carreira, Pedro foi abade no Mosteiro de Santos Cosme e Damião em Zara. Em 1448, tornou-se cônego do capítulo catedrático da Catedral de Pádua. Foi, quatro anos depois, primicério da Basílica de São Marcos em Veneza. Em seguida foi feito protonotário apostólico.
No consistório secreto de 25 de março de 1471, o papa Paulo II sorrateiramente elevou Foscari ao cardinalato, mas o ato só foi divulgado depois da morte do papa em 26 de julho e, por isso, ele não pôde participar do conclave papal de 1471 que elegeu o papa Sisto IV. No consistório de 10 de dezembro de 1477, Sisto criou-o cardeal-presbítero, um ato publicado em 20 de dezembro, quando Foscari recebeu o título de San Nicola fra le Immagini. Ele chegou em Roma em 12 de março de 1478 e recebeu o galero em 6 de abril, quando foi nomeado administrador apostólico da arquidiocese de Spalato, um posto que manteve até 17 de setembro do ano seguinte. Em 15 de abril de 1481, Foscari foi nomeado administrador apostólico da diocese de Pádua, posto que manteve até a morte. Ele deixou Roma em direção a Pádua em 18 de janeiro de 1481 e retornou em 25 de maio de 1483.
Foscari participou do conclave papal de 1484 que elegeu o papa Inocêncio VIII e morreu no ano seguinte, nas Termas de Bacucco Viterbo, perto de Viterbo, no dia 11 de agosto. Seu túmulo, em bronze em mármore, é obra de Giovanni di Stefano e está na Capela Costa, em Santa Maria del Popolo, Roma.